# Кара-Мурза, Владимир Алексеевич
Влади́мир Алексе́евич Кара́-Мурза́ (24 октября 1959, Москва — 28 июля 2019, там же) — российский историк и журналист.
Владимир Кара-Мурза начал карьеру на телевидении в 1992 году. Наиболее известен по работе на НТВ. С 1995 по 2001 год — автор и ведущий информационно-аналитической программы «Сегодня в полночь». В разгар дела НТВ в 2001 году Кара-Мурза вместе с частью коллег в знак протеста уволился с канала. Позже работал на радиостанциях «Свобода» и «Эхо Москвы». Член Академии российского телевидения с 2007 по 2019 год.
Отец российского оппозиционного политика Владимира Кара-Мурзы.

## Биография
Владимир Кара-Мурза родился 24 октября 1959 года в Москве. В 1981 году окончил исторический факультет МГУ по специальности «преподаватель истории новейшего времени». На параллельном потоке с ним учился Олег Добродеев, с которым Кара-Мурза поддерживал дружеские отношения с 1976 по 2001 год.
Принимал участие в деятельности арт-группы «Мухоморы», был соавтором магнитоальбома «Золотой диск», выступал в роли кинооператора (технику группе негласно предоставляла Екатерина Дёготь).
С 1982 по 1992 годы занимался частным репетиторством по истории, работал дворником, кочегаром.

### Работа в СМИ

#### Телевидение
На телевидении с 1992 года.
В 1992—1993 годах — старший редактор, затем корреспондент еженедельной программы Евгения Киселёва «Итоги» на РГТРК «Останкино» (ныне — «Первый канал»). Делал там материалы на исторические темы: о Южных Курилах и событиях в Северной Осетии. В сентябре 1993 года вместе с Киселёвым и другими журналистами «Итогов» перешёл в первую в России частную общенациональную телекомпанию НТВ, основанную в том же году Владимиром Гусинским.
В 1993—1995 годах — корреспондент службы информации телекомпании НТВ, делал сюжеты для программ «Сегодня» и «Итоги». С 28 апреля 1995 по 12 апреля 2001 года — автор и ведущий информационно-аналитической программы «Сегодня в полночь» на телеканале НТВ, в 1996 году за свою профессиональную деятельность удостоен премии Союза журналистов России «Золотое перо России». С марта 2000 по январь 2002 года — также автор и ведущий еженедельной исторической программы «Свидетель века», изначально выходившей на НТВ, затем — на «ТВ-6».
Во время конфликта между владельцем телекомпании НТВ Гусинским и её основным кредитором компанией «Газпром» в ночь на 14 апреля 2001 года Владимир Кара-Мурза приехал в редакцию телеканала на 8-м этаже телецентра «Останкино», где вступил в жёсткую полемику с представителями «Газпрома»: Добродеевым, Йорданом и Кулистиковым. В тот же день вместе с группой ведущих журналистов НТВ написал заявление об уходе с канала и ушёл на канал ТНТ, откуда чуть позже перешёл в штат телекомпании Бориса Березовского «ТВ-6».
С апреля 2001 года по январь 2002 года — автор и ведущий информационно-аналитических программ «Сегодня в полночь на ТНТ», «Тушите свет» и «Сегодня на ТВ-6» (с 3 сентября 2001 года название программы было изменёно на «Грани») на телеканалах ТНТ и «ТВ-6». Последний эфир на «ТВ-6» провёл в 23.00 21 января 2002 года, за час до отключения вещания телекомпании по распоряжению судебных приставов. После закрытия «ТВ-6» вместе с другими журналистами перешёл в штат вновь созданного телеканала ТВС, который в марте 2002 года выиграл конкурс на вещание и 1 июня 2002 года начал вещание на «шестой кнопке». С июня 2002 года по июнь 2003 года Владимир Кара-Мурза — ведущий программ «Грани», «Место печати» и «Тушите свет» на телеканале ТВС. Последний эфир на ТВС провёл 19 июня 2003 года. Телеканал ТВС был отключён от эфира по распоряжению Министерства печати РФ 22 июня 2003 года.
С 11 августа 2003 года по лето 2008 года — ведущий информационной программы «Сейчас в России» на телеканале RTVi.
Дважды появлялся в передачах общедоступных телеканалов в качестве гостя: в телеигре «Сто к одному» («Россия», 11 сентября 2004 года, в составе команды «Эхо Москвы») и ток-шоу «Бабий бунт» («РЕН ТВ», 9 ноября 2007 года). В 2007 году также появился в эпизодической роли ведущего новостей в фильме «День выборов».
С декабря 2011 года по март 2012 года — ведущий передачи «Главное за неделю с Владимиром Кара-Мурзой» на Сетевом общественном телевидении.

#### Радио
На «Эхе Москвы» в июле 2003 года шла «Реплика Кара-Мурзы», с 2003 по 2007 год там же — соведущий программы «Ну и денёк», с 2006 по 1 июня 2019 года (до 2013 года — совместно с телеканалом RTVi) выходила еженедельная авторская итоговая передача «Грани недели с Владимиром Кара-Мурзой».
С 2005 года также работал на «Радио Свобода» с авторским ток-шоу «Грани времени» (с 2005 по 2016 год ежедневно по будням, в 2017 году день через день с Мумином Шакировым, с октября 2017 по октябрь 2018 года передача выходила два раза в неделю: в понедельник и четверг). 29 октября 2018 года вышел последний выпуск программы, который провёл Владимир Кара-Мурза.

#### Печатные издания
С февраля 2014 до июня 2019 года вёл колонку о телевидении в газете «Собеседник». За 5 лет в издании вышло около 180 заметок автора. В своих публикациях регулярно критиковал программы современного российского телевидения и их ведущих.

### Смерть
По сведениям радио «Свобода», в последние годы жизни перенёс несколько инсультов. Скончался на 60-м году жизни 28 июля 2019 года в Москве «в восемь утра, в день своих именин», о чём сообщил его сын Владимир Кара-Мурза — младший. Причиной смерти стал оторвавшийся тромб. Владимир Кара-Мурза — старший был похоронен 31 июля 2019 года в одной могиле с отцом, дедом и бабушкой на Даниловском кладбище (участок № 22).

## Общественная позиция
С 2000 года являлся критиком президента Владимира Путина и российских властей. В 2004 году стал одним из создателей оппозиционного «Комитета-2008». В том же году заявлял: «Поскольку я человек с историческим образованием, считаю, что до 2008 года режим в нынешнем виде не сможет просуществовать».
Негативно относился к аннексии Крыма Россией в марте 2014 года.
В 2018 году был одним из доверенных лиц Григория Явлинского на президентских выборах.

## Семья
- Отец — Алексей Сергеевич Кара-Мурза (1914—1988), историк и фронтовой журналист, в своих работах освещал Сталинградскую битву. Был главным редактором специализированного журнала «Преподавание истории в школе»[72]. Первым браком был женат на Лии Канторович, студентке ИФЛИ, медсестре во время Великой Отечественной войны, погибшей 20 августа 1941 года после боя под Смоленском[73][74][75].
- Мать — Майя Вольдемаровна Кара-Мурза (дев. Бисенек) (род. 1933), племянница латвийского дипломата Георга Бисениекса, который был обвинён в подготовке убийства Сергея Кирова. Её отец Вольдемар Бисенек был арестован на глазах у маленькой Майи и 6 сентября 1938 года по приговору комиссии НКВД и прокурора СССР расстрелян по ст. 58-6[76]. Майя считалась дочерью врага народа и не смогла поступить ни в один институт. Познакомилась с Алексеем Сергеевичем в техникуме, в котором тот преподавал, и стала его второй женой[77]. В 2000-е годы — активист общества потомков жертв политических репрессий общества «Мемориал»[78].
- Первая жена — Елена Сергеевна Гордон, кандидат искусствоведения[79], работала в Пушкинском музее, позже стала переводчицей[80][81]
  - Сын — общественный деятель, политик и публицист Владимир Кара-Мурза-младший[82], признан в РФ иноагентом[83].
- Вторая жена — Маргарита Никитична Георгиева, В. А. Кара-Мурза воспитывал дочь Маргариты от её прошлых отношений[84].
- Брат — Алексей Алексеевич Кара-Мурза.

|                     |                     |                     |                     |                     |                     |  |  | Сергей Георгиевич (1878—1956) |                     |                     |                     |                     |                     |  |  |                      |                      |                      |                      |                      |                      |  |  |  |  |  |  |  |  |  |  |  |  |  |  |  |  |
|                     |                     |                     |                     |                     |                     |  |  |                               |                     |                     |                     |                     |                     |  |  |                      |                      |                      |                      |                      |                      |  |  |  |  |  |  |  |  |  |  |  |  |  |  |  |  |
|                     |                     |                     |                     |                     |                     |  |  |                               |                     |                     |                     |                     |                     |  |  |                      |                      |                      |                      |                      |                      |  |  |  |  |  |  |  |  |  |  |  |  |  |  |  |  |
| Георгий (1906—1945) | Георгий (1906—1945) | Георгий (1906—1945) | Георгий (1906—1945) | Георгий (1906—1945) | Георгий (1906—1945) |  |  | Алексей (1914—1988)           | Алексей (1914—1988) | Алексей (1914—1988) | Алексей (1914—1988) | Алексей (1914—1988) | Алексей (1914—1988) |  |  |                      |                      |                      |                      |                      |                      |  |  |  |  |  |  |  |  |  |  |  |  |  |  |  |  |
| Георгий (1906—1945) | Георгий (1906—1945) | Георгий (1906—1945) | Георгий (1906—1945) | Георгий (1906—1945) | Георгий (1906—1945) |  |  | Алексей (1914—1988)           | Алексей (1914—1988) | Алексей (1914—1988) | Алексей (1914—1988) | Алексей (1914—1988) | Алексей (1914—1988) |  |  |                      |                      |                      |                      |                      |                      |  |  |  |  |  |  |  |  |  |  |  |  |  |  |  |  |
|                     |                     |                     |                     |                     |                     |  |  |                               |                     |                     |                     |                     |                     |  |  |                      |                      |                      |                      |                      |                      |  |  |  |  |  |  |  |  |  |  |  |  |  |  |  |  |
| Сергей (род. 1939)  | Сергей (род. 1939)  | Сергей (род. 1939)  | Сергей (род. 1939)  | Сергей (род. 1939)  | Сергей (род. 1939)  |  |  | Алексей (род. 1956)           | Алексей (род. 1956) | Алексей (род. 1956) | Алексей (род. 1956) | Алексей (род. 1956) | Алексей (род. 1956) |  |  | Владимир (1959—2019) | Владимир (1959—2019) | Владимир (1959—2019) | Владимир (1959—2019) | Владимир (1959—2019) | Владимир (1959—2019) |  |  |  |  |  |  |  |  |  |  |  |  |  |  |  |  |
| Сергей (род. 1939)  | Сергей (род. 1939)  | Сергей (род. 1939)  | Сергей (род. 1939)  | Сергей (род. 1939)  | Сергей (род. 1939)  |  |  | Алексей (род. 1956)           | Алексей (род. 1956) | Алексей (род. 1956) | Алексей (род. 1956) | Алексей (род. 1956) | Алексей (род. 1956) |  |  | Владимир (1959—2019) | Владимир (1959—2019) | Владимир (1959—2019) | Владимир (1959—2019) | Владимир (1959—2019) | Владимир (1959—2019) |  |  |  |  |  |  |  |  |  |  |  |  |  |  |  |  |
|                     |                     |                     |                     |                     |                     |  |  |                               |                     |                     |                     |                     |                     |  |  | Владимир (род. 1981) |                      |                      |                      |                      |                      |  |  |  |  |  |  |  |  |  |  |  |  |  |  |  |  |